# Man on the Rocks
Man on the Rocks är ett studioalbum av den brittiske musikartisten Mike Oldfield, släppt den 3 mars 2014.

## Låtlista
Alla låtar är skrivna och komponerade av Mike Oldfield, om ingenting annat anges. 
| Nr           | Titel                                 | Längd |
| ------------ | ------------------------------------- | ----- |
| 1.           | Sailing                               | 4:46  |
| 2.           | Moonshine                             | 5:49  |
| 3.           | Man on the Rocks                      | 6:10  |
| 4.           | Castaway                              | 6:34  |
| 5.           | Minutes                               | 4:51  |
| 6.           | Dreaming in the Wind                  | 5:28  |
| 7.           | Nuclear                               | 5:03  |
| 8.           | Chariots                              | 4:38  |
| 9.           | Following the Angels                  | 7:04  |
| 10.          | Irene                                 | 3:59  |
| 11.          | I Give Myself Away (William McDowell) | 5:10  |
| Total längd: | Total längd:                          | 59:32 |

| 1.           | Sailing (Instrumental)                               | 4:44  |
| 2.           | Moonshine (Instrumental)                             | 5:47  |
| 3.           | Man on the Rocks (Instrumental)                      | 6:09  |
| 4.           | Castaway (Instrumental)                              | 6:36  |
| 5.           | Minutes (Instrumental)                               | 4:50  |
| 6.           | Dreaming in the Wind (Instrumental)                  | 5:31  |
| 7.           | Nuclear (Instrumental)                               | 5:02  |
| 8.           | Chariots (Instrumental)                              | 4:24  |
| 9.           | Following the Angels (Instrumental)                  | 7:04  |
| 10.          | Irene (Instrumental)                                 | 3:57  |
| 11.          | I Give Myself Away (Instrumental) (William McDowell) | 5:06  |
| Total längd: | Total längd:                                         | 59:10 |

| 1.           | Sailing (Demo)                                          | 4:14    |
| 2.           | Moonshine (Demo)                                        | 5:25    |
| 3.           | Man on the Rocks (Demo)                                 | 5:41    |
| 4.           | Castaway (Demo)                                         | 6:25    |
| 5.           | Minutes (Demo)                                          | 4:29    |
| 6.           | Dreaming in the Wind (Demo)                             | 5:28    |
| 7.           | Nuclear (Demo)                                          | 4:55    |
| 8.           | Chariots (Demo)                                         | 3:54    |
| 9.           | Following the Angels (Demo)                             | 6:25    |
| 10.          | Irene (Demo)                                            | 3:59    |
| 11.          | I Give Myself Away (Demo) (William McDowell)            | 5:09    |
| 12.          | Sailing (Alternative Mix)                               | 4:46    |
| 13.          | Dreaming in the Wind (Alternative Mix)                  | 5:29    |
| 14.          | Following the Angels (Alternative Mix)                  | 7:05    |
| 15.          | I Give Myself Away (Alternative Mix) (William McDowell) | 5:09    |
| Total längd: | Total längd:                                            | 1:18:33 |

## Inom populärkultur
Låten "Nuclear" användes i en trailer för spelet Metal Gear Solid V: The Phantom Pain på spelmässan Electronic Entertainment Expo 2014.